# The "Mind the Paint" Girl
The "Mind the Paint" Girl es una obra en cuatro actos de Arthur Pinero, publicada por primera vez en 1912.
La obra tiene un gran elenco de veintiocho personajes de renombre. La trama se centra en una estrella en ascenso que es descubierta cuando un director musical escucha a un obrero gritar: "Cuidado con la pintura, chica" (Mind the paint, girl). La obra fue escrita para incorporar una canción escrita por Jerome Kern. Se estrenó en el Teatro del Duque de York, en Londres, en febrero de 1912.
Una película basada en la obra fue hecha por el director Wilfrid North en 1916 y en 1919, pero ambas se han perdido.